# Pau Miúdo
Pau Miúdo é um bairro brasileiro localizado na cidade de Salvador, na Bahia. O bairro possui uma boa infraestrutura, possuindo dois hospitais públicos, a maternidade referência do estado, 2 postos de saúde e emergência, três grandes escolas e um comércio bastante diversificado.

## Localização
Sua principal via é a Rua Marquês de Maricá que liga o Alto do Cruzeiro ao Largo do Tamarineiro, onde existia um frondosa árvore com frutos de tamarindo. Tem como referência o Hospital Geral Ernesto Simões Filho, o Hospital Especializado Otávio Mangabeira, que é um hospital de referência no estado no tratamento de doenças respiratórias. E o centro de regulação do sistema SAMU 192 na Cidade de Salvador.[carece de fontes?]
O bairro pertence à Região Administrativa IV (Quatro) - "Liberdade".

## Demografia
Foi listado como um dos bairros mais perigosos de Salvador, segundo dados do Instituto Brasileiro de Geografia e Estatística (IBGE) e da Secretaria de Segurança Pública (SSP) divulgados no mapa da violência de bairro em bairro pelo jornal Correio em 2012. Ficou entre os mais violentos em consequência da taxa de homicídios para cada cem mil habitantes por ano (com referência da ONU) ter alcançado o segundo nível mais negativo, com o indicativo de "61-90", sendo um dos piores bairros na lista.